# Gao Hongbo
Gao Hongbo (Pekín, China, 29 de enero de 1966) es un entrenador y exfutbolista chino. Es el primer entrenador chino en entrenar a un club europeo. Actualmente dirige al Beijing Enterprises Group.

## Clubes

### Como futbolista
| Club             | País     | Año         |
| ---------------- | -------- | ----------- |
| Beijing Guoan    | China    | 1985 - 1993 |
| Tiong Bahru CSC  | Singapur | 1994        |
| Beijing Guoan    | China    | 1995 - 1996 |
| Guangzhou Songri | China    | 1997 - 1998 |

### Como entrenador
| Club                                   | País         | Año           |
| -------------------------------------- | ------------ | ------------- |
| Guangzhou Matsunichi FC                | China        | 1999          |
| Selección de fútbol sub-17 de la China | China        | 2000          |
| Xiamen Blue Lions FC                   | China        | 2004 - 2006   |
| Changchun Yatai FC                     | China        | 2007 - 2008   |
| Selección de fútbol de China           | China        | 2009 - 2011   |
| Guizhou Renhe FC                       | China        | 2011 - 2012   |
| Shanghai SIPG FC                       | China        | 2013          |
| Jiangsu Guoxin-Sainty FC               | China        | 2013 - 2015   |
| ADO La Haya                            | Países Bajos | 2015-2016     |
| Selección de fútbol de China           | China        | 2016          |
| Beijing Enterprises Group              | China        | 2017-presente |

- Datos: Q703100